# Hard to Swallow
Hard to Swallow es el tercer álbum de estudio del rapero Vanilla Ice. Lanzado por Republic Records en 1998, fue el primer registro musical del artista después de Mind Blowin, publicado en 1994. Con este trabajo, el rapero pretendió seguir una nueva dirección musical, transformando a este álbum en un intento por alejarse de la música hip hop, y desechar definitivamente su imagen anterior afín al pop; en particular, Van Winkle lo describe como un trabajo de skate rock, vale decir, una fusión de heavy metal, punk rock y hip hop. 
El álbum cuenta con apariciones de los vocalistas Casey Chaos de Amen, Jimmy Pop de Bloodhound Gang, y Cyco de Insane Poetry. Entre los músicos de sesión participantes se incluyen al baterista Shannon Larkin, al tecladista Scott Borland y al guitarrista de Snot Sonny Mayo. 
El estilo musical de Hard to Swallow nació de las colaboraciones que realizó Van Winkle en una banda de grunge de Miami, pudiendo desarrollar su sonido de una amistad con el productor Ross Robinson, con quien compartía un interés mutuo por las carreras de motocross. Robinson decidió producir el álbum luego de ser advertido en contra de trabajar con Van Winkle. 

## Listado de canciones
1. "Living" - 3:45
2. "Scars" - 4:56
3. "Ecstacy" - 0:09
4. "F**k Me" - 4:32
5. "Valley of Tears" - 0:12
6. "Zig Zag Stories" - 5:25
7. "Too Cold" - 3:25
8. "Prozac" - 4:27
9. "S.N.A.F.U." - 4:46
10. "A.D.D." - 5:13
11. "Stompin' Through the Bayou" - 3:24
12. "The Horney Song" - 4:33
13. "Freestyle" - 5:00

## Personal
- Rob Van Winkle -  vocalista
- Shannon Larkin - batería
- Sonny Mayo -  guitarra
- Doug Ardito -  bajo
- Scott Borland -  teclados
- DJ Swamp -  Scratches y Samplers

- Datos: Q5655660